# Сухопутна акула (фільм, 2020)
«Сухопутна акула» (кит.: 陆行鲨) — китайський науково-фантастичний фільм про гігантських монстрів 2020 року кінокомпаній Jiangsu Zhonglele Film and Television Media Co., Ltd. та Beijing Taomeng Film Co., Ltd. Фільм вийшов на сервісі Youku, та доступний на офіційному каналі YouTube.

## Сюжет
У джунглях розташована підземна лабораторія відомої медичної корпорації, яка прагне подолати рак та зцілити тисячі людей. Для цього, вони вирішили використати акулу, яку для цього було покращено за допомогою генної інженерії. Для демонстрації результатів досліджень було вирішено представити акулу під час годування, проведеного ледачим Сон І. Попри рекомендації інших працівників, він вирішує приманити акулу рибою, а не спеціальним кормом, після чого вона миттєво з'являється у спеціальному отворі. Демонстрація була успішною, та всі покидають зал.
Залишаються лише кілька дослідників, в тому числі і Є Сін, яка брала участь в генній модифікації акули. Раптом у водоймі, захищеній спеціальним непробивним склом, пропливає акула, після чого вона починає намагатися пробити його. Всі повертаються в зал, для того, щоб поглянути на це страхітливе видовище, але монстр потрапляє в кімнату, яка наповнюється водою. Перебуваючи в страху перед непередбачуваним хижаком, кожен намагається залізти якомога вище на меблі, однак це не зупиняє акулу. На щастя, Сон І вводить їй транквілізатор, і насилу переконує всіх переплисти до безпечного місця. Однак відчувши кров із поранення Є Сін, акула пробуджується, і більшість ледь встигають вибратися на поверхню через запасний люк.
Хоча спершу всім здається, що вони в безпеці, раптом щось починає рухатись під землею. Це виявляється акула, яка переслідує персонажів по джунглях. Коли їм вдається хоч на трохи відірватися, Сон І вимагає розповісти, що дослідники зробили з акулою. Один із них категорично відмовляється, аргументуючи це ти, що це таємниця компанії, але врешті-решт Є Сін розповідає, що акула була модифікована генами черв'яка, що дозволяє їй пересуватися по землі. Коли чудовисько нападає знову, на допомогу приходить директор компанії разом з групою найманих солдатів. Проте, він виявляється жорстоким і безсердечним, погрожуючи вбивством, якщо Сон І не допоможе спіймати акулу, цього разу для перетворення її у біологічну зброю. Тим часом акула збільшується в розмірах і атакує місто, приносячи масу руйнувань. Сон І намагається приманити акулу, перебуваючи у морі, але зачепившись за човен, вона тягне його у печеру на суші. Врешті-решт директора з'їдає його ж експеримент, а Сон І вигадує план, як знищити монстра. Якщо його гени були змішані з генами черв'яка, перемогти його можна лише зсередини. Він кидає гранату чудовиську у щелепи, і акула помирає.
Але незабаром вилуплюється потомство сухопутної акули.

## В ролях
| Актор      | Роль       |
| ---------- | ---------- |
| Ло Лікун   | Сон І      |
| Сі Мейлі   | Є Сін      |
| Ян Йон     | Сян Йоуї   |
| Тан Сін    | Пан Ю      |
| Рен Ісуань | Сян Йоуйоу |
| Лю Хан'ю   | Сан Ді     |